# Sierra de San Cristóbal
Sierra de San Cristóbal är kullar i Spanien.   De ligger i provinsen Provincia de Cádiz och regionen Andalusien, i den sydvästra delen av landet, 500 km sydväst om huvudstaden Madrid.